# Landkreis Dinkelsbühl

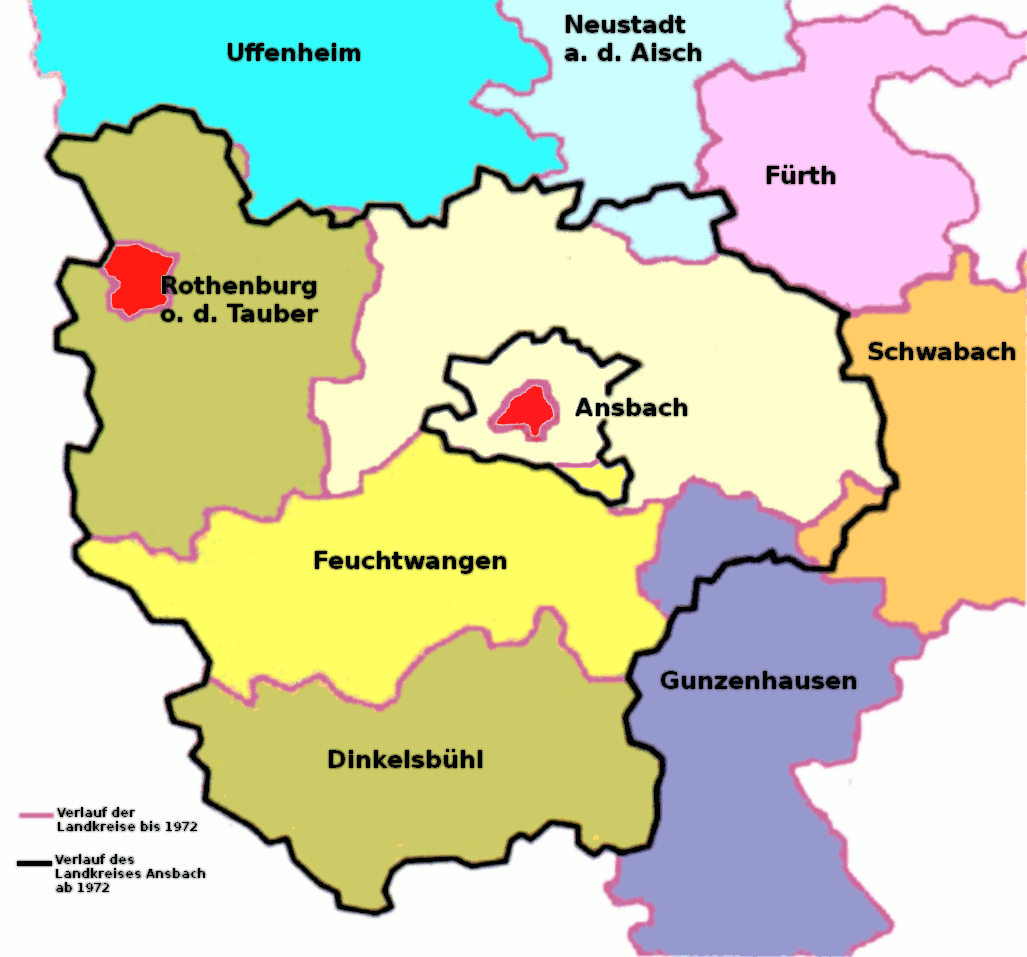
Lage des Landkreises Dinkelsbühl im heutigen Landkreis Ansbach

Der Landkreis Dinkelsbühl gehörte zum bayerischen Regierungsbezirk Mittelfranken. Vor dem Beginn der Gebietsreform am Anfang der 1970er Jahre umfasste der Landkreis 64 Gemeinden.

## Geographie

### Wichtige Orte
Die einwohnerstärksten Gemeinden waren Dinkelsbühl, Wassertrüdingen, Schopfloch, Dürrwangen und Wilburgstetten.

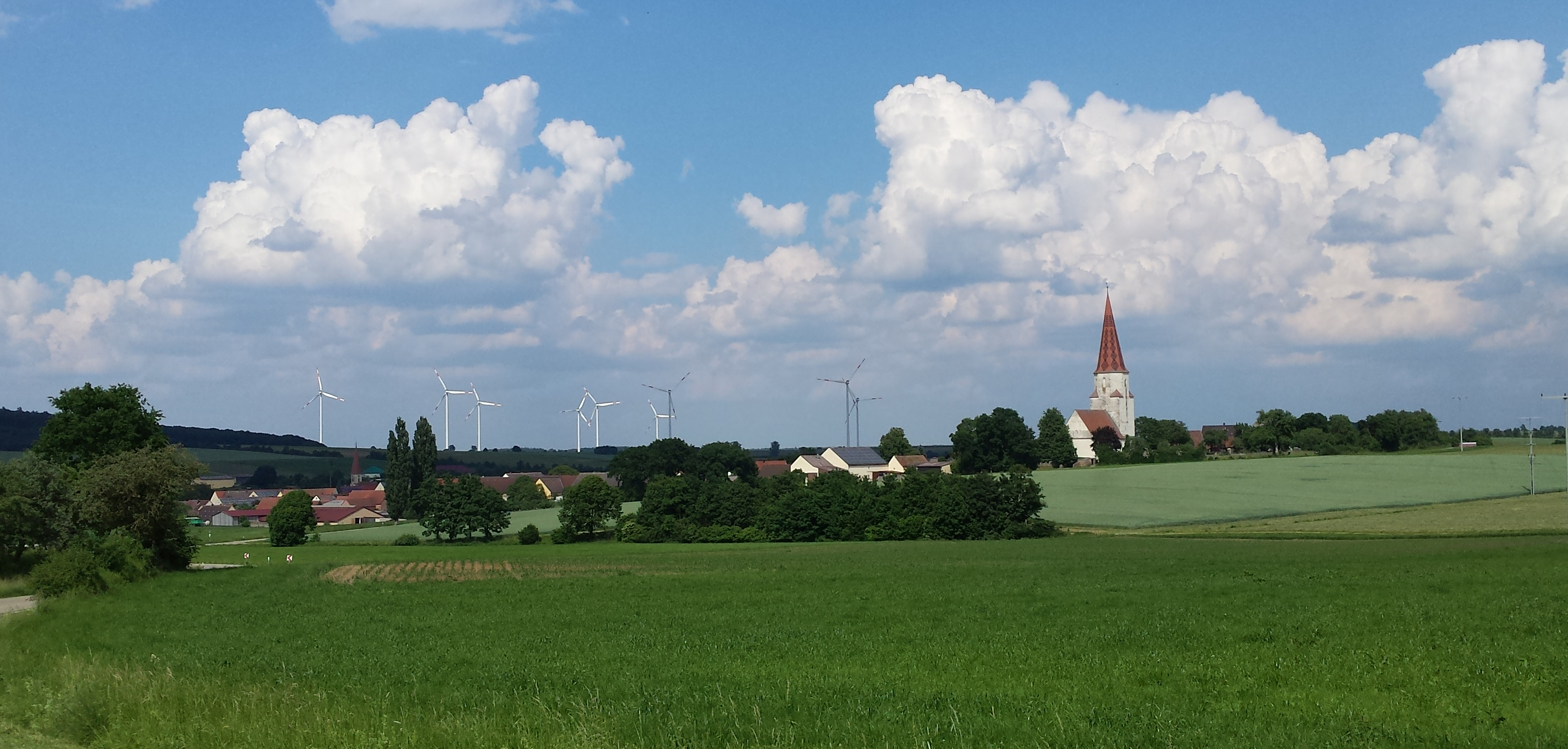
Obermögersheim an der Ostgrenze des Altkreises Dinkelsbühl

### Nachbarkreise
Der Landkreis grenzte 1972 im Uhrzeigersinn im Norden beginnend an die Landkreise Feuchtwangen, Gunzenhausen und Nördlingen (alle in Bayern) sowie Aalen und Crailsheim (beide in Baden-Württemberg).

## Geschichte

### Bezirksamt
Das Bezirksamt Dinkelsbühl wurde im Jahr 1862 durch den Zusammenschluss der Landgerichte älterer Ordnung Dinkelsbühl und Wassertrüdingen gebildet.

### Landkreis
Am 1. Januar 1939 wurde im Deutschen Reich die einheitliche Bezeichnung Landkreis eingeführt. So wurde aus dem Bezirksamt der Landkreis Dinkelsbühl.
Am 1. April 1940 wurde die kreisunmittelbare Stadt Dinkelsbühl in den Landkreis eingegliedert.
Am 1. Juli 1971 traten die Gemeinden Heinersdorf und Königshofen a.d.Heide aus dem Landkreis Dinkelsbühl zum Landkreis Feuchtwangen und wurden dort in den Markt Bechhofen eingemeindet.
Am 1. Juli 1972 wurde der Landkreis Dinkelsbühl im Zuge der Gebietsreform in Bayern zusammen mit den Landkreisen Feuchtwangen und Rothenburg ob der Tauber und der bis dahin kreisfreien Stadt Rothenburg ob der Tauber in den Landkreis Ansbach eingegliedert.

### Bezirksamtmänner/Bezirksoberamtmänner bis 1938, Landräte ab 1939
- 1913–1924 Emil Knaps
- 1924–1925 Vakant
- 1925–1930 Karl Beckler
- 1930–1933 Leonhard Roth
- 1933–1936 German Killinger
- 1937–1944 Heinrich Stryzewski
- 1943–1944 Joseph Schreiber Beauftragter
- 1945–1948 N.N.
- 1948–1965 Hans Küßwetter

## Einwohnerentwicklung
| Jahr | Einwohner | Quelle |
| ---- | --------- | ------ |
| 1864 | 25.481    | [ 6 ]  |
| 1885 | 25.563    | [ 7 ]  |
| 1900 | 24.086    | [ 8 ]  |
| 1910 | 24.767    | [ 8 ]  |
| 1925 | 24.513    | [ 9 ]  |
| 1939 | 27.651    | [ 10 ] |
| 1950 | 39.283    | [ 11 ] |
| 1960 | 33.600    | [ 12 ] |
| 1971 | 35.000    | [ 13 ] |

## Gemeinden
Kursiv gesetzte Orte sind noch heute selbständige Gemeinden. Bei den Orten, die heute nicht mehr selbständig sind, ist vermerkt, zu welcher Gemeinde der Ort heute gehört. Alle Gemeinden des ehemaligen Landkreises gehören heute zum Landkreis Ansbach.
- Städte

1. Dinkelsbühl
2. Wassertrüdingen

- Märkte

1. Aufkirchen (Gemeinde Gerolfingen)
2. Dürrwangen
3. Schopfloch
4. Weiltingen

- Weitere Gemeinden

Landkreis Dinkelsbühl, Gemeindegrenzenkarte von 1961

1. Altentrüdingen (Stadt Wassertrüdingen)
2. Ammelbruch (Gemeinde Langfurth)
3. Beyerberg (Gemeinde Ehingen)
4. Burk
5. Dambach (Gemeinde Ehingen)
6. Dennenlohe (Gemeinde Unterschwaningen)
7. Dickersbronn (Markt Schopfloch)
8. Diederstetten (Gemeinde Mönchsroth)
9. Dorfkemmathen (Gemeinde Langfurth)
10. Ehingen
11. Esbach (Stadt Dinkelsbühl)
12. Frankenhofen (Markt Weiltingen)
13. Fürnheim (Stadt Wassertrüdingen)
14. Geilsheim (Stadt Wassertrüdingen)
15. Gerolfingen
16. Greiselbach (Gemeinde Wilburgstetten)
17. Großlellenfeld (Markt Arberg)
18. Grüb (Gemeinde Wittelshofen)
19. Halsbach (Markt Dürrwangen)
20. Haslach (Markt Dürrwangen)
21. Heinersdorf (Markt Bechhofen)
22. Hellenbach (Stadt Dinkelsbühl)
23. Illenschwang (Gemeinde Wittelshofen)
24. Irsingen (Gemeinde Gerolfingen)
25. Kleinlellenfeld (Markt Arberg)
26. Knittelsbach (Gemeinde Wilburgstetten)
27. Königshofen a.d.Heide (Markt Bechhofen)
28. Kröttenbach (Gemeinde Unterschwaningen)
29. Langensteinbach (Stadt Dinkelsbühl)
30. Lehengütingen (Markt Schopfloch)
31. Lentersheim (Gemeinde Ehingen)
32. Mönchsroth
33. Neuses (Markt Dürrwangen)
34. Oberkemmathen (Gemeinde Langfurth)
35. Obermichelbach (Gemeinde Wittelshofen)
36. Obermögersheim (Stadt Wassertrüdingen)
37. Oberradach (Stadt Dinkelsbühl)
38. Oberschwaningen (Gemeinde Unterschwaningen)
39. Reichenbach (Stadt Wassertrüdingen)
40. Röckingen
41. Rühlingstetten (Gemeinde Wilburgstetten)
42. Schobdach (Stadt Wassertrüdingen)
43. Segringen (Stadt Dinkelsbühl)
44. Seidelsdorf (Stadt Dinkelsbühl)
45. Sinbronn (Stadt Dinkelsbühl)
46. Sulzach (Markt Dürrwangen)
47. Untermichelbach (Gemeinde Wittelshofen)
48. Unterschwaningen
49. Veitsweiler (Markt Weiltingen)
50. Waldeck (Stadt Dinkelsbühl)
51. Waldhäuslein (Markt Schopfloch)
52. Weidelbach (Stadt Dinkelsbühl)
53. Wilburgstetten
54. Wittelshofen
55. Wittenbach (Gemeinde Wilburgstetten)
56. Wörnitzhofen (Markt Weiltingen)
57. Wolfertsbronn (Stadt Dinkelsbühl)
58. Zwernberg (Markt Schopfloch)

## Kfz-Kennzeichen
Am 1. Juli 1956 wurde dem Landkreis bei der Einführung der bis heute gültigen Kfz-Kennzeichen das Unterscheidungszeichen DKB zugewiesen. Es wurde bis zum 28. April 1973 ausgegeben. Seit dem 10. Juli 2013 ist es aufgrund der Kennzeichenliberalisierung wieder im Landkreis Ansbach erhältlich.